# Strekov
Strekov (slowakisch bis 1948 „Kerť“; ungarisch Kürt) ist ein Ort und eine Gemeinde im Westen der Slowakei mit 1872 Einwohnern (Stand 31. Dezember 2024). Sie liegt im Okres Nové Zámky, einem Kreis des Nitriansky kraj. Die Gemeinde ist überwiegend ungarischsprachig, im Jahr 2001 waren von 2233 Einwohnern 88,80 % Ungarn und 9,54 % Slowaken, dazu noch 0,99 % Zigeuner. Nach Konfession bekannten sich fast alle Einwohner zur römisch-katholischen Kirche (94,72 %).

## Geographie

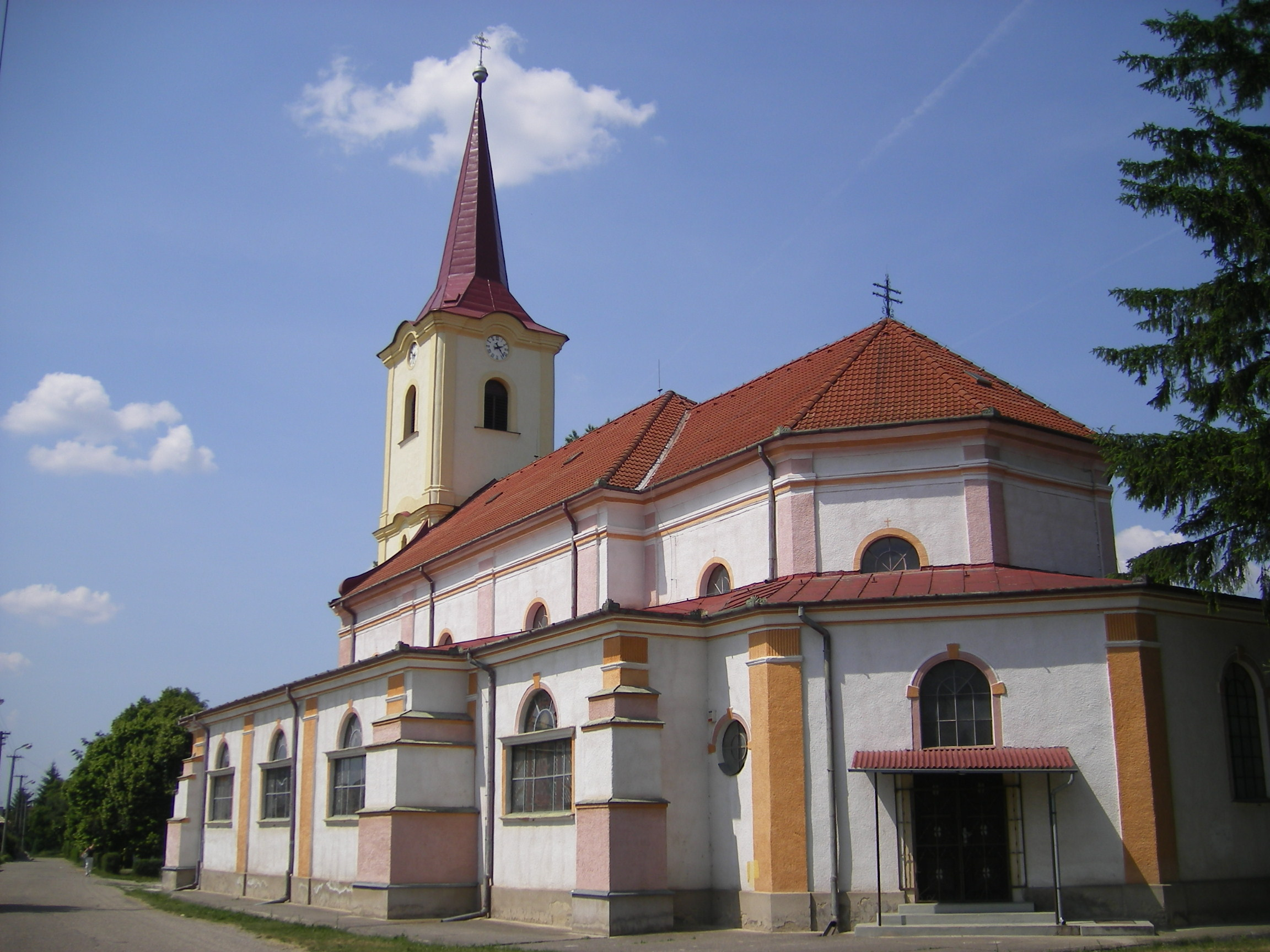
Kirche in Strekov

Strekov liegt im Slowakischen Donautiefland, genauer gesagt im Donauhügelland. Durch den Ort fließt der Bach Paríž. Das Ortszentrum ist 28 Kilometer von Nové Zámky und 29 Kilometer von Štúrovo entfernt.

## Geschichte
Der Ort wurde zum ersten Mal 1075 als Kurt schriftlich erwähnt.
Bis 1919 gehörte der im Komitat Komorn liegende Ort zum Königreich Ungarn und kam danach zur Tschechoslowakei. 1938–45 lag er auf Grund des Ersten Wiener Schiedsspruchs noch einmal in Ungarn.
1948 wurde der Ortsname aus nationalpolitischen Namen in „Strekov“ geändert.

## Bevölkerung
| Jahr                | 1994 | 2004    | 2014     | 2024    |
| ------------------- | ---- | ------- | -------- | ------- |
| Anzahl der Personen | 2327 | 2216    | 1989     | 1872    |
| Unterschied         |      | −4,77 % | −10,24 % | −5,88 % |

| Jahr                | 2023 | 2024    |
| ------------------- | ---- | ------- |
| Anzahl der Personen | 1891 | 1872    |
| Unterschied         |      | −1,00 % |

## Sehenswürdigkeiten
- barocke römisch-katholische Allerheiligenkirche aus dem Jahr 1755

## Verkehr
Bahnhof Strekov an der Bahnstrecke Bratislava–Budapest, zwei Kilometer abseits der Landesstraße II/509.